# یوسف واتسلاو اسلادک
یوسف واتسلاو اسلادک (چکی: Josef Václav Sládek; ۲۷ اکتبر ۱۸۴۵ – ۲۸ ژوئن ۱۹۱۲) مترجم، شاعر و روزنامه‌نگار اهل امپراتوری اتریش (جمهوری چک کنونی) بود. او در سال ۱۸۶۵، در ژیمناستیک آکادمیک در پراگ فارغ‌التحصیل شد. در سال ۱۸۶۷، پلیس اتریش-مجارستان به او در حمایت از جنبش مخالفان چک علیه سلطنت مظنون شد. او در سال ۱۸۶۸ به ایالات متحده نقل مکان کرد و در آنجا دو سال به عنوان کارگر کار کرد. او به سرنوشت مردمان بومی و سیاه پوستان علاقه‌مند بود. وی تجربه آمریکایی خود را در مجموعه شعر (با عنوان شعر) و در یک نثر (تصاویر آمریکایی) شرح داد. اقامت او در ایالات متحده تأثیر قابل توجهی بر او گذاشت. او در طول باقی عمر خود بر ترجمه ادبیات انگلیسی-آمریکایی متمرکز بود. اسلادِک ۳۳ نمایشنامه را ترجمه کرد.